# Kojšovice
Kojšovice (německy Goschowitz nebo Koschowitz) jsou malá vesnice, část města Toužim v okrese Karlovy Vary v Karlovarském kraji. Nachází se asi tři kilometry severovýchodně od Toužimi. Kojšovice jsou také název katastrálního území o rozloze 6,49 km².

## Historie
První písemná zmínka o vesnici pochází z roku 1427.

## Obyvatelstvo
Při sčítání lidu v roce 1921 ve vsi žilo 286 obyvatel (z toho 140 mužů), z nichž byli tři Čechoslováci a 283 Němců. Až na tři lidi bez vyznání se ostatní hlásili k římskokatolické církvi. Podle sčítání lidu z roku 1930 měla vesnice 294 obyvatel německé národnosti a římskokatolického vyznání.
| Rok            | 1869 | 1880 | 1890 | 1900 | 1910 | 1921 | 1930 | 1950 | 1961 | 1970 | 1980 | 1991 | 2001 | 2011 | 2021 |
| -------------- | ---- | ---- | ---- | ---- | ---- | ---- | ---- | ---- | ---- | ---- | ---- | ---- | ---- | ---- | ---- |
| Počet obyvatel | 309  | 268  | 298  | 294  | 292  | 286  | 294  | 163  | 89   | 115  | 83   | 46   | 40   | 62   | 69   |
| Počet domů     | 57   | 54   | 55   | 55   | 54   | 54   | 60   | 52   | 25   | 23   | 18   | 20   | 24   | 25   | 29   |

## Obecní správa
Při sčítání lidu v letech 1869–1950 Kojšovice byly samostatnou obcí, se kterým patřily nejprve do okresu Karlovy Vary, ale v letech 1900–1930 Teplá a v roce 1950 v okrese Toužim. Od roku 1964 jsou částí města Toužim v okrese Karlovy Vary. V roce 1950 k obci patřily Lachovice.

## Pamětihodnosti
- smírčí kříž
- kaple

Kojšovice jsou příkladem středověkého vesnického urbanismu, kolonizační vsi okrouhlice s radiálně uspořádanou zástavbou kolem oválné návsi. Jsou prohlášeny za vesnickou památkovou zónu.